# کادی‌لار (دینار)
کادی‌لار (به ترکی استانبولی: Kadılar) یک منطقهٔ مسکونی در ترکیه است که در دینار (شهر) واقع شده‌است.